# Hans Kraemmer
Hans Kraemmer (* 24. Oktober 1933 oder 24. Oktober 1934 in Wien; † 21. November 2021 ebenda) war ein österreichischer Opernsänger (Bassbariton) und Schauspieler.

## Leben
Hans Kraemmer studierte an der Wiener Musikakademie bei Josef Witt Gesang und debütierte 1962 am Landestheater Saarbrücken als Leporello im Don Giovanni. Von 1964 bis 1969 war er am Theater Freiburg und anschließend bis 1972 am Staatstheater am Gärtnerplatz in München engagiert.
Ab 1972 war er Ensemblemitglied der Wiener Volksoper. Von 1968 bis 1981 wirkte er bei den Salzburger Festspielen mit, unter anderem im Barbier von Sevilla, als Doktor im Wozzeck, als Antonio in Figaros Hochzeit sowie in der Uraufführung der Oper Baal von Friedrich Cerha. Zu weiteren Rollen zählten der Kálmán Zsupán im Zigeunerbaron, der Dulcamara im Liebestrank, die Titelrolle in Don Pasquale, Graf Waldner in Arabella und König Agamemnon in Die schöne Helena.
An der Wiener Staatsoper debütierte er 1972 in der Rolle des Betto di Signa in Gianni Schicchi, später war er dort bis 1995 unter anderem als Frosch und Gefängnisdirektor Frank in der Fledermaus, als Haushofmeister in Ariadne auf Naxos und in Friedrich Cerhas Oper Baal zu sehen. Bei den Bregenzer Festspielen sang er 1984 den Baron Weps im Vogelhändler.
Neben seiner Laufbahn als Opernsänger war er auch als Schauspieler tätig. So verkörperte er etwa von 1996 bis 2006 in der Fernsehserie Schlosshotel Orth die Rolle des Portiers Josef Schimek. Außerdem war er mehrere Jahre in der ORF-Serie Tohuwabohu von Helmut Zenker zu sehen. Er wurde am Dornbacher Friedhof bestattet.

## Auszeichnungen
- Verleihung des Berufstitels Österreichischer Kammersänger[3]

## Diskografie (Auswahl)
- Richard Strauss: Arabella, Dirigent Georg Solti, Wiener Philharmoniker, Polygram/TELDEC Hamburg, Produktion 1989
- Gioacchino Rossini: Il barbiere di Siviglia, Dirigent Claudio Abbado, Chor und Orchester des Teatro alla Scala, Deutsche Grammophon/Polygram Hamburg, Produktion 1988
- Wolfgang Amadeus Mozart: Le nozze di Figaro, Dirigent Karl Böhm, Wiener Philharmoniker, Deutsche Grammophon/Polygram Hamburg, Produktion 1988
- Johann Strauss (Sohn): Die Fledermaus, Dirigent Erich Binder, Chor und Orchester der Volksoper Wien, DENON, Live-Aufnahme Fukuoka, 1982
- Jacques Offenbach: Die schöne Helena, Dirigent Franz Allers, Südfunk-Chor und Südfunk-Sinfonieorchester, Produktion 1975

## Filmografie (Auswahl)
- 1962: Valnocha, der Koch (Fernsehfilm)
- 1964: Der fliegende Holländer
- 1971: Procryl für Rosenbach
- 1972: Die Abenteuer des braven Soldaten Schwejk – Folge 9
- 1972: Die Rote Kapelle
- 1972: Elisabeth Kaiserin von Österreich (Fernsehfilm)
- 1973: Der Barbier von Sevilla
- 1973: Okay S.I.R. – Alte Rechnungen
- 1974: Ich suche Herrn Obolski (Fernsehfilm)
- 1975: Der Zigeunerbaron
- 1975: Die gelbe Nachtigall (Fernsehfilm)
- 1975: Die schöne Helena (Fernsehfilm)
- 1975: Le nozze di Figaro
- 1976: Ich will leben
- 1977: Arabella
- 1977: Tatort: Der vergessene Mord
- 1978–1982: Kottan ermittelt (Fernsehserie, vier Episoden)
- 1978: Der Jagdgast (Fernsehfilm)
- 1979: Ein echter Wiener geht nicht unter – Karrieren
- 1979: Gesundheit (Fernsehfilm)
- 1979: Kassbach – Ein Portrait
- 1979: Santa Lucia
- 1980: Der Gute (Fernsehfilm)
- 1981: Die Weltmaschine (Fernsehfilm)
- 1981: Ringstraßenpalais (Fernsehserie, zwei Episoden)
- 1981: Tosca auf dem Trampolin und andere Opernkatastrophen (Fernsehfilm)
- 1983: Das Dorf an der Grenze – Kärnten 1966–1976
- 1984: Tiger – Frühling in Wien
- 1984: Die Försterbuben (Fernsehfilm)
- 1985: Der Sonne entgegen (Fernsehserie, zwei Episoden)
- 1986: Der Leihopa – Drum prüfe wer sich ewig bindet
- 1986: Tatort: Die Spieler
- 1986: Tatort: Der Tod des Tänzers
- 1987: Höchste Eisenbahn (Fernsehfilm)
- 1987: Die liebe Familie – Die Otti
- 1988: Der Zug
- 1991: Die Strauß-Dynastie
- 1991: Wenn das die Nachbarn wüßten – Eheschliessung Wächter, bitte
- 1992–1998: Tohuwabohu
- 1993: Verlassen Sie bitte Ihren Mann!
- 1994: Kommissar Rex – Diagnose Mord
- 1996–2006: Schlosshotel Orth
- 1997: Die Bernauerin (Fernsehfilm)
- 1999: Tom Turbo – Der Plem-Plem Saft
- 2006: Da wo das Glück beginnt (Fernsehfilm)